# Rescaldina
Rescaldina è un comune italiano di 14 321 abitanti della città metropolitana di Milano in Lombardia.

## Geografia fisica

### Territorio

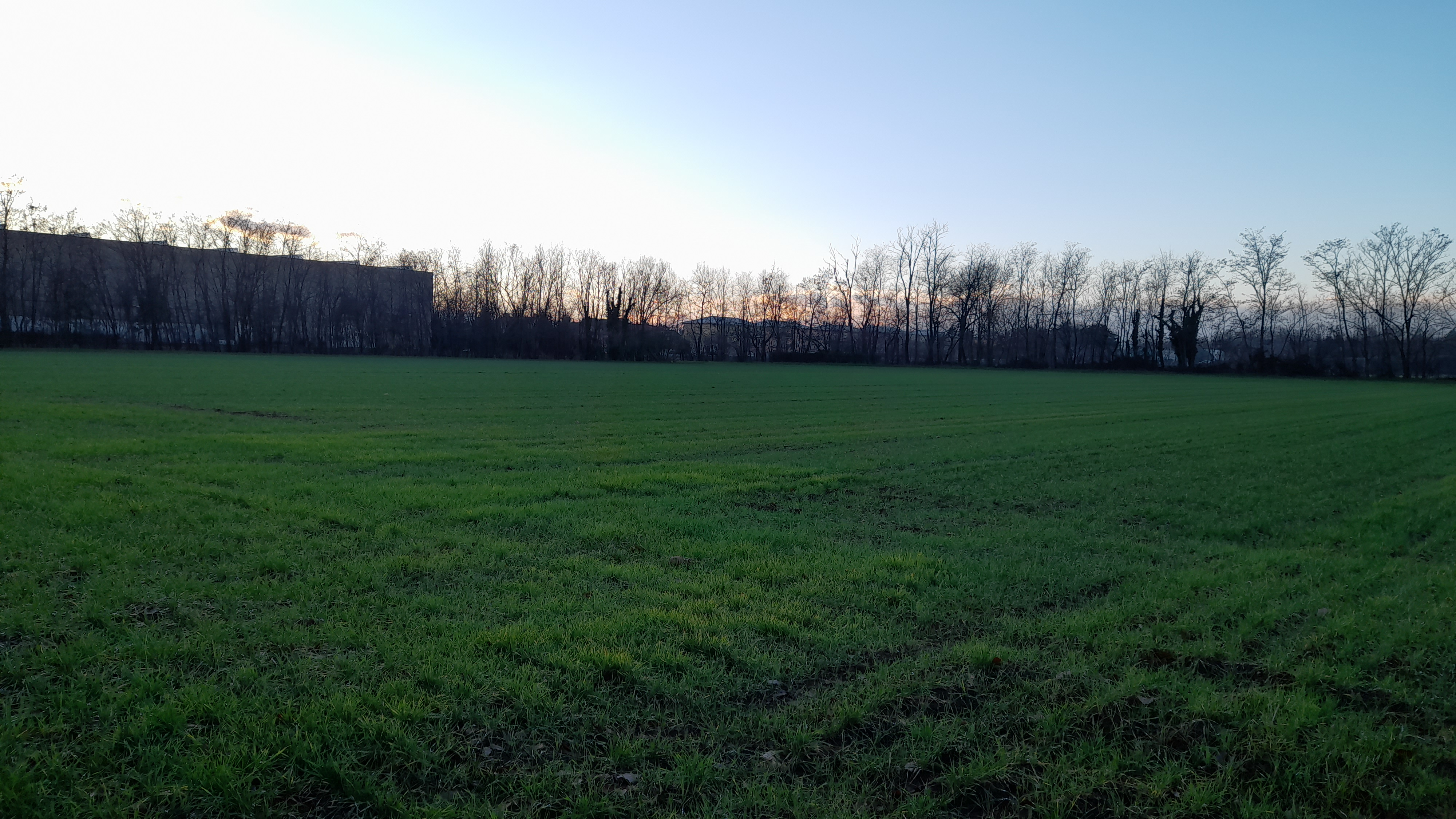

Il territorio rescaldinese presenta un profilo geometrico alquanto regolare, con basse variazioni altimetriche. Il territorio ha una superficie di 8,03 km² ed è distribuito su un suolo che ha un'altitudine compresa tra i 220 m e i 230 m s.l.m.. Secondo la classificazione sismica la cittadina è in zona 4 (sismicità irrilevante), come stabilito dall'ordinanza PCM n. 3274 del 20 marzo 2003.

### Idrografia
Rescaldina è attraversata a est al confine con i comuni di Gerenzano e Cislago dal torrente Bozzente, che scorre per la quasi totalità nell'area boschiva del Parco del Rugareto. Il corso d'acqua è incanalato in argini artificali, ed è l'unico del parco ad avere una portata propria costante anche in periodi di scarse precipitazioni.

### Clima
Secondo la classificazione climatica il centro abitato è quindi situato in "zona E", 2480 GR/G.
Situata nell'alta Pianura Padana, Rescaldina ha un clima di tipo continentale con inverni freddi e con molte giornate di gelo. Il fenomeno della nebbia sta diventando via via sempre meno frequente. Le estati sono calde, umide e moderatamente piovose. Le temperature, in tale periodo, possono superare i 30 °C, con l'umidità che può raggiungere l'80%, causando quel fenomeno di caldo umido comunemente chiamato "afa". L'umidità è sempre molto elevata per tutto l'anno. Le perturbazioni di stampo atlantico-mediterraneo o artico-russo sono le principali cause delle precipitazioni atmosferiche. Rescaldina, come del resto gran parte della Pianura Padana, soffre di scarsa ventilazione.
I dati provenienti dalla stazione meteorologica di Milano Malpensa indicano, in base alla media trentennale di riferimento (1961-1990) per l'Organizzazione meteorologica mondiale, che la temperatura media del mese più freddo, gennaio, si attesta attorno a −4 °C; quella del mese più caldo, luglio, è appena sopra i 28 °C. Le precipitazioni medie annue sono superiori ai 1000 mm e presentano un picco primaverile ed autunnale, con un minimo relativo invernale.
| MILANO MALPENSA (1961-1990)      | Mesi         | Mesi         | Mesi         | Mesi        | Mesi        | Mesi        | Mesi        | Mesi        | Mesi        | Mesi        | Mesi         | Mesi         | Stagioni | Stagioni | Stagioni | Stagioni | Anno    |
| MILANO MALPENSA (1961-1990)      | Gen          | Feb          | Mar          | Apr         | Mag         | Giu         | Lug         | Ago         | Set         | Ott         | Nov          | Dic          | Inv      | Pri      | Est      | Aut      | Anno    |
| -------------------------------- | ------------ | ------------ | ------------ | ----------- | ----------- | ----------- | ----------- | ----------- | ----------- | ----------- | ------------ | ------------ | -------- | -------- | -------- | -------- | ------- |
| T. max. media (°C)               | 6,1          | 8,6          | 13,1         | 17,0        | 21,3        | 25,5        | 28,6        | 27,6        | 24,0        | 18,2        | 11,2         | 6,9          | 7,2      | 17,1     | 27,2     | 17,8     | 17,3    |
| T. min. media (°C)               | −4,4         | −2,5         | 0,4          | 4,3         | 9,0         | 12,6        | 15,3        | 14,8        | 11,5        | 6,4         | 0,7          | −3,6         | −3,5     | 4,6      | 14,2     | 6,2      | 5,4     |
| T. max. assoluta (°C)            | 21,0 (1982)  | 24,4 (1990)  | 25,4 (1990)  | 28,0 (1975) | 30,7 (1979) | 34,3 (1965) | 37,0 (1983) | 35,8 (1974) | 33,9 (1988) | 28,1 (1986) | 22,8 (1964)  | 21,1 (1967)  | 24,4     | 30,7     | 37,0     | 33,9     | 37,0    |
| T. min. assoluta (°C)            | −18,0 (1985) | −15,6 (1987) | −12,2 (1971) | −6,1 (1970) | −5,2 (1979) | 0,6 (1974)  | 4,7 (1974)  | 4,7 (1979)  | 0,5 (1976)  | −5,3 (1974) | −13,6 (1988) | −15,2 (1973) | −18,0    | −12,2    | 0,6      | −13,6    | −18,0   |
| Nuvolosità (okta al giorno)      | 4,8          | 4,6          | 4,4          | 4,7         | 4,9         | 4,4         | 3,6         | 3,9         | 3,8         | 4,1         | 4,9          | 4,6          | 4,7      | 4,7      | 4,0      | 4,3      | 4,4     |
| Precipitazioni (mm)              | 67,5         | 77,1         | 99,7         | 106,3       | 132,0       | 93,3        | 66,8        | 97,5        | 73,2        | 107,4       | 106,3        | 54,6         | 199,2    | 338,0    | 257,6    | 286,9    | 1 081,7 |
| Giorni di pioggia                | 6            | 6            | 8            | 9           | 10          | 9           | 6           | 8           | 6           | 7           | 8            | 6            | 18       | 27       | 23       | 21       | 89      |
| Umidità relativa media (%)       | 78           | 76           | 69           | 73          | 74          | 74          | 74          | 73          | 74          | 77          | 80           | 80           | 78       | 72       | 73,7     | 77       | 75,2    |
| Pressione a 0 metri s.l.m. (hPa) | 1 019        | 1 017        | 1 016        | 1 014       | 1 015       | 1 016       | 1 016       | 1 015       | 1 018       | 1 020       | 1 016        | 1 017        | 1 017,7  | 1 015    | 1 015,7  | 1 018    | 1 016,6 |
| Vento (direzione-m/s)            | N 3,3        | N 3,3        | N 3,4        | N 3,5       | N 3,3       | N 3,2       | N 3,1       | N 3,0       | N 3,1       | N 3,1       | N 3,4        | N 3,3        | 3,3      | 3,4      | 3,1      | 3,2      | 3,3     |

## Origini del nome
I toponimi Rescalda e Rescaldina, hanno origini incerte. Il toponimo Rescaldina è diminutivo di Rescalda, che popolarmente viene rintracciato nella voce verbale riscalda, come a significare che la cittadina sia più calda delle altre. Tuttavia l'etimologia degli studiosi indica un nome composto, come prima parte un derivato del latino robur, che significa "Quercia" o "rovere" e dal vocabolo longobardo Scalta, che significa "Macchia d'alberi, Area boschiva". Dunque il nome, formatosi intorno alla prima età medievale, significherebbe "Bosco di querce e roveri".

## Storia

### Epoca romana
Il territorio di Rescaldina reca la sua prima traccia della presenza umana all'epoca romana, grazie ad un'ara in pietra che riportava probabilmente una simbologia religiosa. Probabilmente l'ara fu collocata lungo la strada romana che percorreva la parte superiore del bordo della Valle Olona. Questa ara, rimasta per decenni all'ingresso del cimitero ora è collocata nel cortile della casa parrocchiale. Pare furono i monaci cistercensi a stabilire il primo insediamento agricolo permanente (la "grangia") nell'area dell'attuale comune, che col tempo crebbe in due distinti borghi rurali: Rescalda e Rescaldina.

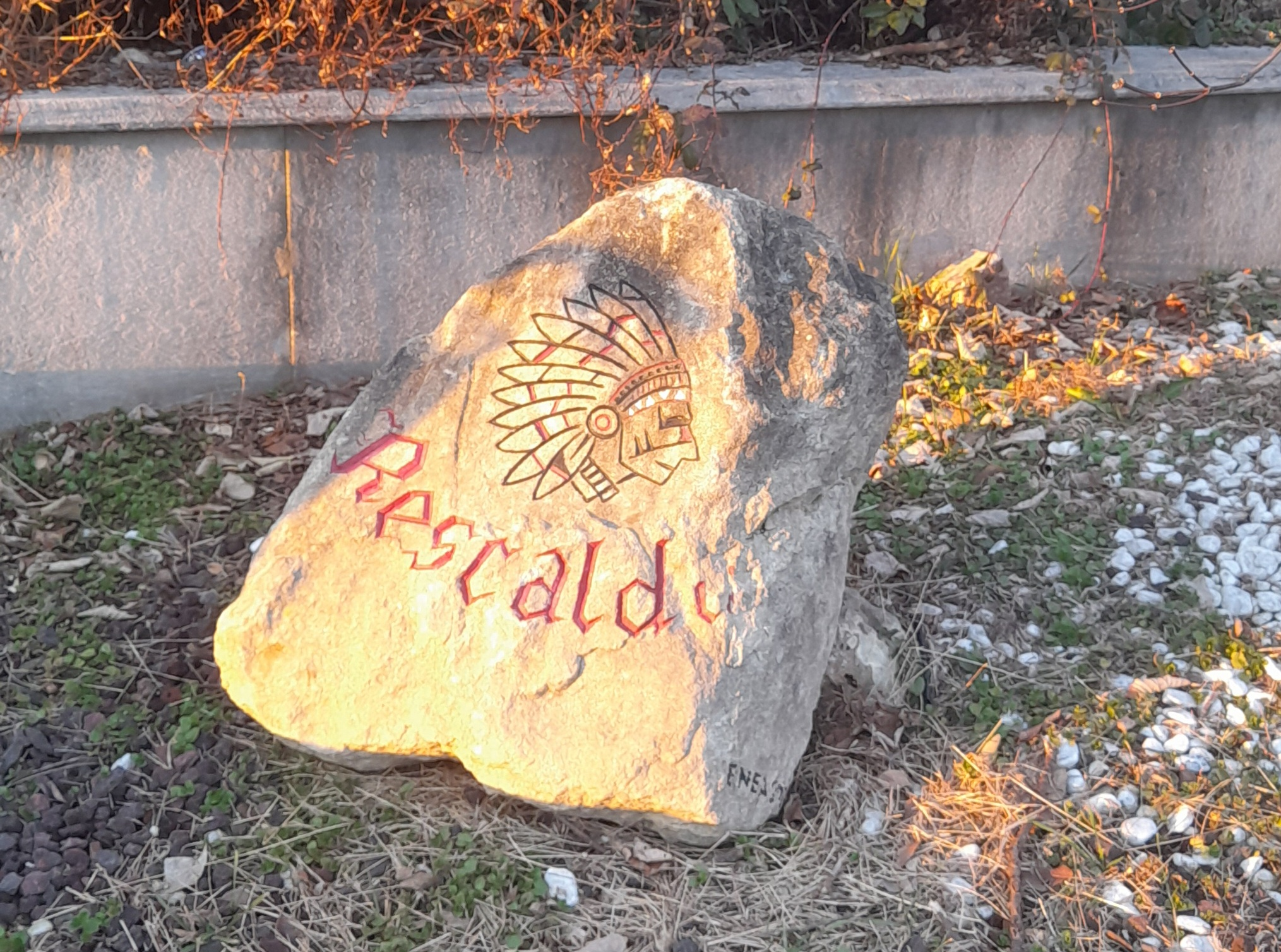
Una pietra raffigurante l'indiano simbolo della contrada di Rescalda

### Il Medioevo
Nel periodo medievale a causa delle scorrerie barbariche e delle dominazioni, le coltivazioni romane sul territorio vennero abbandonate e sui terreni spogli si svilupparono boschi di querce, noccioli e roveri ricchi di selvaggina, divenendo luoghi frequentati da cacciatori e taglialegna. Con l'avvento dei Comuni, inizia per le terre rescaldinesi un nuovo periodo, orientato sul commercio e sul settore agricolo che torna fiorente. Con l'avvento dei monaci di San Bernardo di Chiaravalle, il terreno venne dissodato e reso adatto alle culture di cereali e uva. Vennero inoltre tracciati all'interno dei boschi sentieri e vie, che funsero da mezzo di comunicazione con i comuni limitrofi.
Presenze di stemmi viscontei su due edifici rimandano alla leggenda sulla presenza di una residenza estiva del nobile casato, peraltro mai accertata, e comunque all'appartenenza di Rescaldina alla Signoria di Milano e al Ducato di Milano a partire dal XIII secolo. È in questo secolo che nascono le prime testimonianze scritte: sono atti notarili che stabiliscono i confini delle varie proprietà ed i rispettivi proprietari. Si possono trovare indicazioni come cassina de Reschaldina e riferimenti ai borghi di Ravello e Rescalda.

### Il Rinascimento
Nel 1570 Rescaldina venne elevata a parrocchia da Carlo Borromeo e inserita nella Pieve di Legnano. Gli abitanti di Rescalda, non trovando accolte le loro richieste per ottenere una parrocchia autonoma, costituirono una rendita per il mantenimento del sacerdote, fu stabilita quindi la parrocchia nel 1608 e inserita nella Pieve di Busto Arsizio. La costituzione di questa rendita autonoma consentì agli abitanti di Rescalda di acquisire il diritto di eleggere il parroco, privilegio mantenuto fino al Concilio Vaticano II, l'ultimo parroco infatti venne eletto nel 1959 (una delle ultime due parrocchie nella diocesi di Milano).
Durante il Rinascimento,  una delle più importanti famiglie che si assediò sul territorio fu quella dei Lampugnani (o Lampugnano), che dominò ed influenzò gli eventi sul territorio per circa tre secoli a partire dal XIV secolo. Da ricordare il casato dei Melzi, che dalla Casa Patrizia di Legnano estendevano a Rescaldina numerosi possedimenti (la Casa della Curti Granda, loro residenza e i fabbricati a cortile in via Bossi e Legnano, attualmente di proprietà della fondazione Barbara Melzi). Tra le altre famiglie nobili aventi terre a Rescaldina troviamo i Bossi, i Prandoni, i Mozzoni, i Dossena, i Crivelli, i Balbi ed i Bonomi.

### Il Settecento e l'Ottocento
Il catasto teresiano definiva nel 1730 l'assetto del territorio, per la maggior parte ancora suddiviso e posseduto da nobili, con i Melzi che nei primi dell'Ottocento divennero proprietari di tutti i terreni agricoli di Ravello, compreso il Santuario della Madonna della Neve.
Nel 1798 con l'arrivo dei francesi in Italia e la nascita nella Repubblica Cisalpina, Rescaldina venne istituita a comune autonomo, parte del Distretto di Legnano e del Dipartimento di Verbano. Nel censimento del 1807, Rescaldina contava 630 abitanti e Rescalda 272, dati statici rispetto a quelli che conosciamo del Cinquecento e del Settecento; allo stesso modo perdurava l'economia agricola di sussistenza che era già caratteristica dei secoli precedenti.
Nel 1811 con una riforma amministrativa del Regno d'Italia napoleonico, che prevedeva la razionalizzazione dei comuni minori, il comune fu annesso come frazione al comune limitrofo di Cerro Maggiore, perdendo la propria autonomia amministrativa.
Lo status di frazione perdurò anche durante il Regno Lombardo-Veneto e con l'istituzione del Regno d'Italia nel 1861, Rescaldina divenne parte della Provincia di Milano le cui funzioni dipendevano dal circondario di Gallarate e dal mandamento di Saronno. Nel censimento del 1861, Rescaldina e Rescalda contavano rispettivamente 1109 e 473 abitanti.
Nel 1869, con l'Unità d'Italia, Rescaldina riacquisì l'autonomia amministrativa come comune, e Rescalda venne contestualmente aggregata al suo territorio in qualità di frazione.
Il territorio comunale di 541 ettari, divenne di 779 con l'aggregazione della nuova frazione.

### L'industrializzazione

La sala dei telai dello stabilimento Bassetti di Rescaldina

Nel 1830 i Fratelli Baroncini, imparentati con i Fratelli Bassetti, decisero di aprire un'azienda tessile avente come secondo stabilimento dopo Milano, quello di Rescaldina, che venne inaugurato 1918. La nuova attività si sviluppò tanto che i Barocini decisero di cederla a Giovanni Bassetti, unico erede della famiglia. Venuto a mancare Giovanni nel 1893, passò in mano a Rosa Pintanida assistita dai figli Ermete, Felice e Giovanni. Nel 1914 l'azienta assunse la denominazione Società Giovanni Bassetti. In quegli anni, la Bassetti poteva vantare un incremento della produzione grazie ai nuovi telai meccanici, dello stabilimento rescaldinese. Nel 1964 con il rimodernamento dello stabilimento di Rescaldina, si stimò che in quegli anni la Bassetti produsse più di 40 milioni di metri quadri annui di tessuti, ospitando 1100 telai e dando lavoro a più di 700 operari nello stabilimento rescaldinese.

### Il XX secolo
Terminata la prima guerra mondiale, l'industria dovette subire gli effetti della riconversione della produzione, che in precedenza era incentrata sul rifornimento dei fronti di guerra. Si sviluppò il settore siderurgico che insieme al tessile, diede lavoro alla maggioranza dei cittadini residenti sul territorio rescaldinese. L'avvento del fascismo nell'Italia settentrionale e della seconda guerra mondiale, portarono una nuova riconversione dell'industria verso la produzione di materiale bellico.

Il monumento ai caduti di Rescalda

Di quegli anni, viene ricordato un particolare avvenimento contro la repressione fascista: il 14 dicembre 1944 un gruppo di giovani partigiani di Tradate decise di mettere in atto un'azione di sabotaggio nello stabilimento Bassetti di Rescaldina, tuttavia mai riuscita a causa di una spia che fece arrestare e fucilare i giovani. Il coraggio dimostrato dai giovani partigiani venne premiato con l'erezione di un monumento ai caduti in viale Alberto da Giussano, che riporta la targa commemorativa. Un'altra targa è presente sempre a Rescalda, in ricordo delle cinque operaie della Bassetti deportate il 20 marzo 1944.
Oltre al settore tessile, nel 1946 l'imprenditore Carlo Casati fondò la Ditta CARLO CASATI, incentrata sulla produzione di macchine per la lavorazione del legno e dagli anni '50 nella produzione di trasmissioni. Tra le altre industrie meccaniche sul territorio nate in quegli anni ricordiamo la Carlo Cerini, la Vincenzo Borghi e la Carlo Banfi.

### Dal secondo dopoguerra al nuovo millennio

Il viale Lombardia nella frazione di Rescalda negli anni settanta

Nel secondo dopoguerra, il rapido sviluppo culturale, portò alla nascita di altre attività economiche nel settore dell'artigianato e del commercio. Il tessuto sociale mutò radicalemente, con le vecchie cascine e corti che vennero affiancate da ville e successivamente da veri e propri palazzi.
Il ritono dell'industria nel settore tessile, portò nel paese un alto tasso d'immigrazione, che raggiunse il suo apice nel 1963, con 460 nuovi cittadini immigrati registrati. Nel 1988 è stato stretto il gemellaggio con il comune di Atella, come segno di rispetto verso i molti atellani traferitasi a Rescaldina in quegli anni.
Con lo sviluppo delle attività terziarie, l'età d'oro dell'industria rescaldinese insieme a quella legnanese, terminarono negli anni ottanta del XX secolo. La crisi del dopoguerra peggiorò progressivamente danneggiando l'economia, l'occupazione e il tessuto industriale. Molte aziende chiusero, soprattutto nel tessile, nell'abbigliamento e nella calzatura, e altre furono coinvolte in un processo di ridimensionamento.
Il significativo afflusso economico, ha portato alla costruzione nel 1999 del centro commerciale Rescaldina, ipermecato esteso per un'area di settantacinquemila metri quadri e che comprende un'ottantina di negozi. Per 25 anni, il centro è stato un importante bacino commerciale, attirando visitatori dalle grandi città della zona, come Milano, Varese e Como.

### Simboli

#### Stemma

Stemma civico del comune di Rescaldina

Lo stemma è utilizzato dal comune anche se privo di formale decreto di concessione; porta una corona a tre cime, che non corrisponde né a quella regolamentare di Città né di Comune. Può essere blasonato: di rosso, di marrone, al castello torricellato di un pezzo, d'oro, chiuso murato e finestrato di nero, al lupo uscente dalla cima della torre. Ornamenti esteriori di Comune.
Sebbene la sua origine moderna, lo stemma trae ispirazione da elementi storici e letterari che uniscono elementi reali e leggendari. Difatti si è voluto evidenziare il ricordo di un Castello Visconteo che nel tempo si ergeva nel centro cittadino (anche se non ci sono fonti che ne abbiano mai confermato l'esistenza), mentre dall'altra parte si è voluto rappresentare una torre dalla cui sommità fuoriesce un lupo, per rappresentare l'avvenimento letterario narrato da Tommaso Grossi nell'opera Marco Visconti, che racconta la fuga di Lupo da Limonta dalla prigionia nella torre di Rescaldina, posta in via Roma 7 e nota popolarmente come Torre del Lupo, sulla quale è ancora raffigurato lo stemma visconteo.

Le vicende sono ambientate nel XIV secolo durante le contese tra Visconti e Sforza: Lupo da Limonta, scudiero di Ottorino Visconti, venne imprigionato dalla brughiera di Gallarate nel castello. La fuga fu possibile grazie ad uno stratagemma; il giullare Tremacoldo chiese di partecipare alla giostra-torneo, cui in realtà si presentò, camuffato, Lupo che, balzato in sella al cavallo, invece di dirigersi lancia in resta contro la sagoma del saraceno si diede alla fuga.

#### Gonfalone
Il gonfalone è un drappo di azzurro.

## Monumenti e luoghi d'interesse

### Architetture religiose

#### Chiesa dei Santi Bernardo e Giuseppe

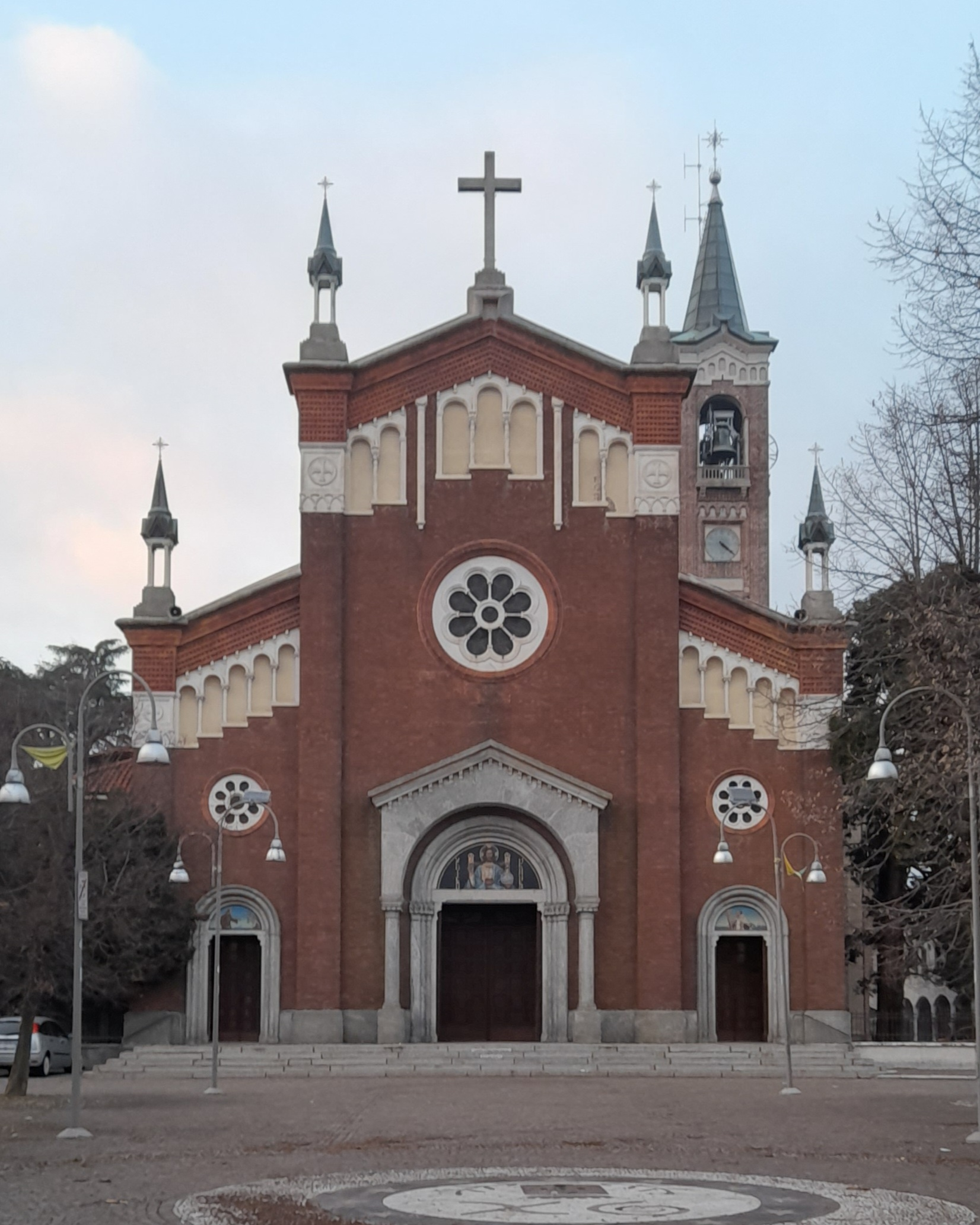
Chiesa dei Santi Bernardo e Giuseppe

Vicino al palazzo comunale è presente la chiesa dei Santi Bernardo e Giuseppe, risalente ai primi del Novecento; al suo interno ospita un crocifisso seicentesco e alcuni dipinti a olio.

#### Chiesa di Santa Maria Assunta

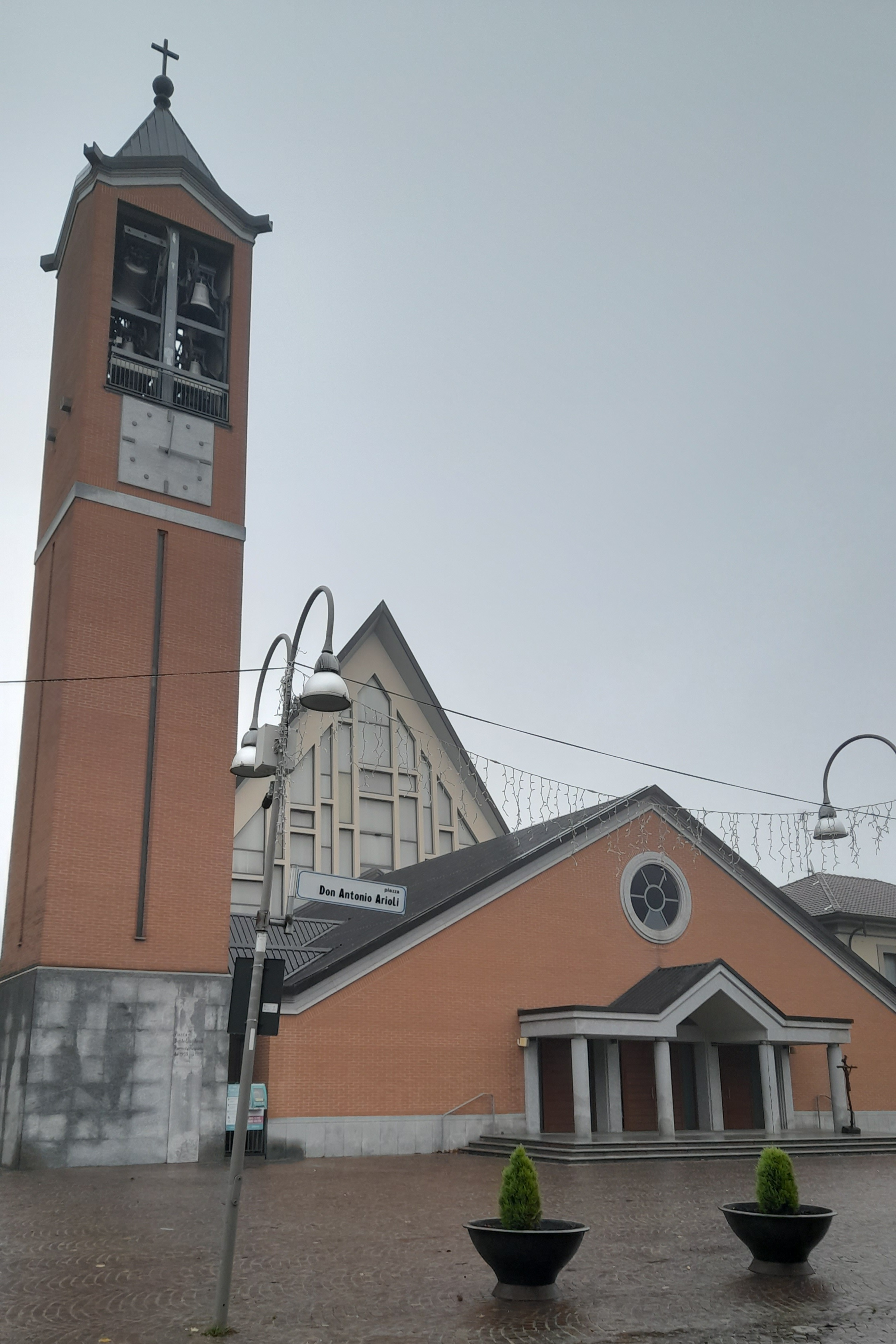
Chiesa di Santa Maria Assunta

Nella frazione di Rescalda, si erge la chiesa di Santa Maria Assunta, localizzata nella metà del novecento sui resti della precedente, risalente al 1300. All'interno è presente un'unica navata a base quadrangolare, tuttavia come per l'esterno, l'ambiente si sviluppa in forma triangolare, con un tetto dalle falde sensibilimente più pendenti retto da colonne triangolari a somiglianza di falsi archi.

#### Chiesa di San Giuseppe alla Pagana

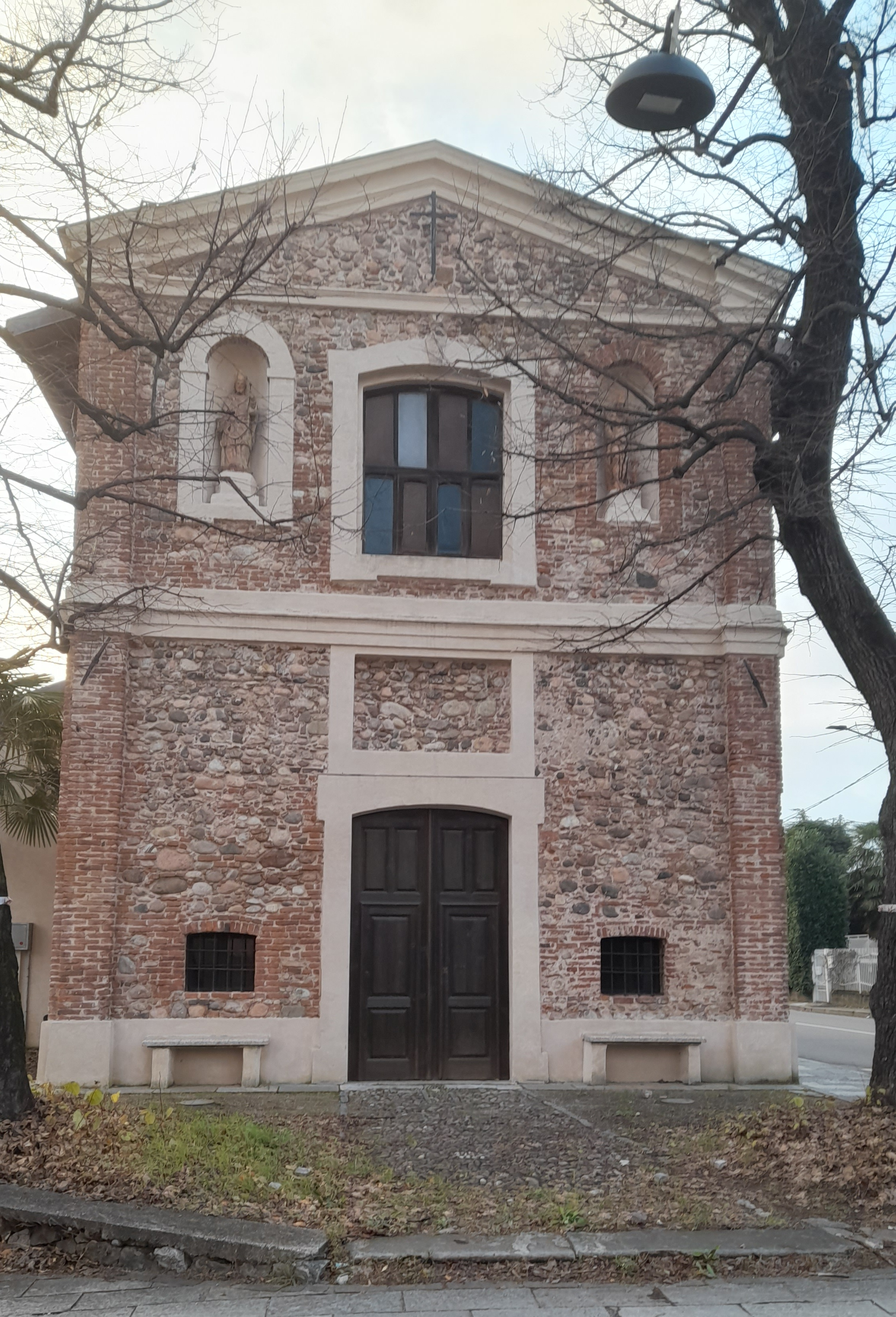
Chiesa di San Giuseppe alla Pagana

A meno di un chilometro di distanza dalla chiesa di S. Maria Assunta, si erge la chiesa di San Giuseppe alla Pagana, edificata nel XVI secolo nella frazione di Rescalda, comune autonomo fino al 1869. Fino al XVII secolo la chiesetta era utilizzata dai contadini come avviso di arrivo della grandine, e la consacrazione è arrivata nel 1715.
Citata anche tra I Luoghi del Cuore del FAI, nel complesso vi è un affresco di Madonna con Bambino attribuito a Bernardino Luini.

#### Santuario della Madonna della Neve
Nella frazione di Ravello si trova il santuario della Madonna della Neve, progettato dall'architetto Vico Magistretti. I lavori di costruzione sono iniziati nel 1957 e si sono conclusi nel 1959; al suo interno si trova un affresco rinascimentale staccato dalla preesistente cappelletta votiva, abbattuta per far posto alla nuova costruzione. Nel santuario non viene celebrata messa, e viene utilizzato per la celebrazione di festività o eventi specifici.

#### Cappella della Mater Amabilis
Situata al centro della rotonda posta tra viale Kennedy e via Gramsci, la cappella si erge nel punto nel quale durante la seconda guerra mondiale era caduta una bomba, rimasta inesplosa.

### Architetture civili

#### Corte della Torre Amigazzi

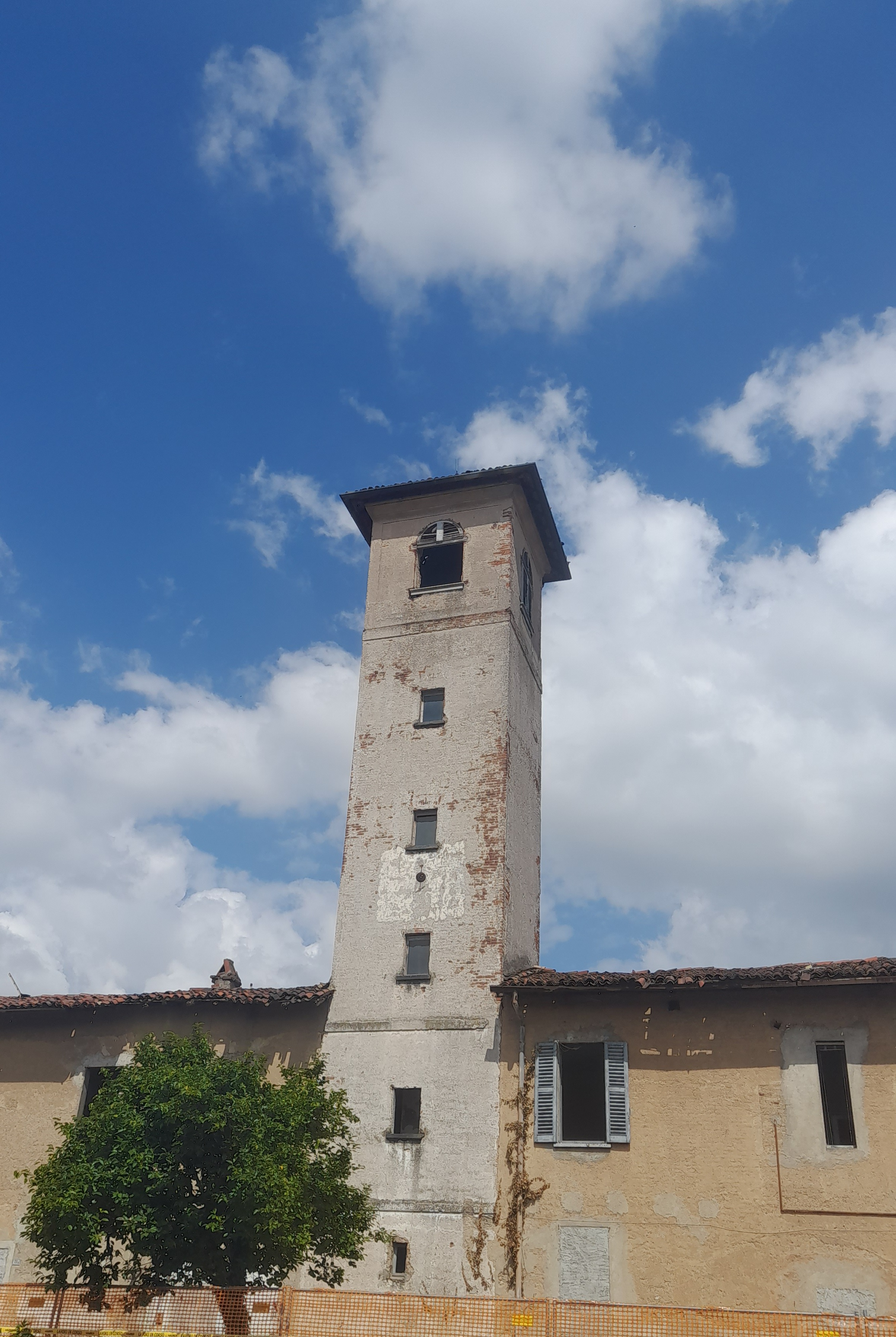
La Torre Amigazzi prima della riqualificazione

La Corte della Torre Amigazzi, nota anche come Casa a corte della torre o Torre Amigazzi, è un edificio civile situato all'angolo di Via Silvio Pellico e via Antonio Gramsci. La Torre Amigazzi, è un simbolo storico della cittadina. Recentemente è stata al centro di un importante progetto di riqualificazione, che prevede il recupero conservativo dell’edificio e delle sue caratteristiche tipologiche, con l’introduzione di innovazione e qualità dell’abitare.

#### Villa Rusconi-Clerici
La Villa Rusconi-Clerici, nota comunemente come Villa Rusconi, è stata edificata all'angolo della piazza don Antionio Arioli con via Alberto da Giussano. Risalente al XVI secolo, la quale rientra tra i beni culturali della Lombardia. La villa presenta un impianto a blocco lineare affiancato verso nord dalla corte rustica e a sud dal giardino cintato. Già di proprietà comunale da tempo, nel 2023 è stata sottoposta ad un progetto di riqualificazione, che prevedeva entro il 2024 il completo restauro e recupero della villa, per un costo totale di 852 836,87 euro.

#### Villa Bernocchi-Colombo
La villa Bernocchi-Colombo è stata edificata nel XVIII secolo ed è situata nella frazione di Rescalda. Presenta una facciata simmetrica e sopra il portone d'ingresso è presente una raffigurazione dello stemma comunale.

#### Cascina Pagana
Edificata nel XVI secolo, il complesso della Cascina Pagana comprende anche la chiesetta di San Giuseppe. Il nome della cascina deriva probabilmente da un gruppo di contadini stabilitosi in villaggi sparsi e isolati. Contadini che presistevano nei culti "pagani", dalla parola "pagio", che significa "villaggio". Lì a partire dal VI secolo si sono stabiliti un gruppo di contadini "pagani", considerati il primo nucleo cittadino di Rescalda.

#### Curti Granda
Edificata nel XIII secolo, la Curti Granda è stata utilizzata come abitazione dai Melzi durante la loro permanenza sul territorio.

#### Casa Mozzoni
Particolare edificio residenziale risalente al XVIII secolo, la Casa Mozzoni è stata abitata dalla famiglia Mozzoni, tra cui Anna.

### Aree Naturali

#### Bosco del Rugareto
Istituito nel 2005, il parco del bosco del Rugareto si estente nei comuni di Cislago, Marnate, Gorla Minore e Rescaldina, che comprendono un’entità ecologicamente omogenea e morfologicamente compatta, la cui superficie totale occupa circa 1270 ettari.

#### Bosco della Pace
Il bosco della Pace è un parco pubblico inaugurato nel 2016.

## Società

### Evoluzione demografica
Abitanti censiti

### Etnie e minoranze straniere
Nel 2023, gli stranieri residenti a Rescaldina sono 1285, ovverosia il 9% della popolazione totale.
1. Albania 161
2. Romania 147
3. Marocco 127
4. Ucraina 88
5. Pakistan 86
6. Perù 85
7. Senegal 61
8. Egitto 55
9. Cina 46
10. Ecuador 42

### Tradizioni e folclore

#### Palio di Rescaldina
A Rescaldina viene organizzato ogni anno, nel periodo autunnale, il Palio delle contrade. L'evento vuole rievocare le vicende raccontate da Tommaso Grossi, associate alla tradizione e alla cultura del paese tanto da essere anche raffigurate nello stemma comunale: lo stemma infatti rappresenta un lupo che fugge dalla torre di un castello, e si tratta di un riferimento alla vicenda della fuga dello scudiero Lupo da Limonta dalla rocchetta di Rescaldina, così come raccontato da Tommaso Grossi nel romanzo storico Marco Visconti. L'evento consiste in una rievocazione storica e vede come partecipanti le quattro contrade cittadine Torre, indicata con i colori rosso e blu, Croce, associata al verde e al giallo, Rescalda, rappresentata in bianco e rosso, e Ravello, a cui si fa riferimento con i colori bianco e azzurro. La manifestazione è stata organizzata a partire dal 1968 fino al 1996, e poi nuovamente a partire dal 2018.

## Cultura

### Istruzione

#### Biblioteche
A Rescaldina è presente la biblioteca comunale, edificata nel complesso della scuola elementare Dante Alighieri. La biblioteca è organizzata dentro uno stabile prefabbricato, che precedentemente era utilizzato come scuola materna.

#### Scuole
Sul territorio di Rescaldina sono presenti tre scuole dell'infanzia, due scuole primarie e due scuole medie.

#### Musei
All'interno dell'azienda Bassetti è presente lo Zucchi Collection Museum, museo del tessile che espone al pubblico la più grande collezione al mondo di antichi blocchi per stampa a mano su tessuto: all'interno sono contenuti più di 56.000 blocchi, prodotti da artigiani inglesi, francesi e austriaci, 12.000 disegni e oltre 1.000 blocchi in rame per la stampa a cera.

### Media

#### Stampa
La principale testata giornalistica del comune di Rescaldina è il Partecipare. Nato nell'aprile del 1971, il giornale è gestito da un comitato di redazione, facente capo al comune, composto interamente da cittadini di Rescaldina.

### Eventi

#### Festa dell'uva
Tra la prima e la seconda settimana di settembre, presso l'oratorio San Luigi Gonzaga nella frazione di Rescalda, si tiene la festa dell'uva, un appuntamento che vanta più di quarant'anni di storia. L'evento è gestito da volontari, che si occupano della cucina e della gestione dei tavoli. I ricavi dell'evento, sono devoluti per le opere della chiesa di Santa Maria Assunta e dell'oratorio.

#### Festa di San Giuseppe
Tra marzo e aprile, sempre nella frazione di Rescalda, è organizzata la festa di San Giuseppe, santo titolare della chiesetta della Pagana.
Lo scopo della manifestazione è quello di raccogliere fondi per il restauro dei dipinti e degli interni della chiesetta. La manifestazione si svolge con una cerimonia religiosa all'interno della chiesetta per poi proseguire con il tradizionale banchetto.

## Geografia antropica

### Urbanistica
Cittadina risalente alla prima età romana, ha sviluppato l'industria nel settore tessile facendo nel contempo registrare un forte calo del settore agricolo. Il centro abitato, che fa registrare evidenti segni di espansione edilizia, presenta un andamento plano-altimetrico pianeggiante.
La cittadina è stata protagonista di una progressiva urbanizzazione che ha portato a una notevole espansione del centro abitato. All'origine di questo fenomeno c'è stata la nascita di diverse industrie che hanno richiamato lavoratori da diverse zone d'Italia. Come si può notare dall'evoluzione demografica, negli anni '70 la popolazione di Rescaldina ha avuto un forte incremento.

### Suddivisioni storiche
Rescaldina è suddivisa in diversi quartieri (chiamati rioni) che hanno caratteristiche peculiari ben distinte. I rioni storici della città sono 22 (Baldasche, Biancone, Bosco del Prevosto, Bovisa, Brugugliarda, Campaccio, Cascina Pagana, Cascina Prandona, Campo Polino, Folchina, Gerbo, Landosco, La Vigna, Novella, Pasque, Prato, Ravello, Ronchi, San Carlo, Serrandi, Vignazza, Visconta). Altra caratteristica di Rescaldina è la suddivisione interna dei rioni in contrade, ognuna delle quali è generalmente dotata di un proprio stemma e di un proprio colore sociale in uso durante le manifestazioni folcloristiche e sportive che annualmente si svolgono in città.
- Contrada Rescalda, localizzabile nell'omonima frazione di Rescalda, posta a nord del centro abitato.[60]

- Contrada Ravello, comprende il territorio del rione di Ravello, ovvero il territorio posto al centro del comune di Rescaldina.[61]

- Contrada Croce, zona cittadina sita al centro tra Ravello e Torre.[62]

- Contrada Torre, comprende la zona sud del centro abitato.

## Economia
Dalla nascita alla fine del XIX sec. Rescaldina è stato un villaggio rurale basato sull'agricoltura di sussistenza.
L'azienda Bassetti, fondata a Milano nel 1830, inaugurò nel 1840 il suo primo stabilimento a Rescaldina. In pochi decenni la fabbrica crebbe e nel 1908 la meccanizzazione dello stabilimento diede il via all'evoluzione dell'economia locale che nei primi decenni del XX divenne prevalentemente industriale nel settore tessile, poi con l'indotto per la manutenzione e la riparazione dei telai, nel settore metalmeccanico e successivamente metallurgico, specificatamente per la fusione della ghisa. 

## Infrastrutture e trasporti

### Strade

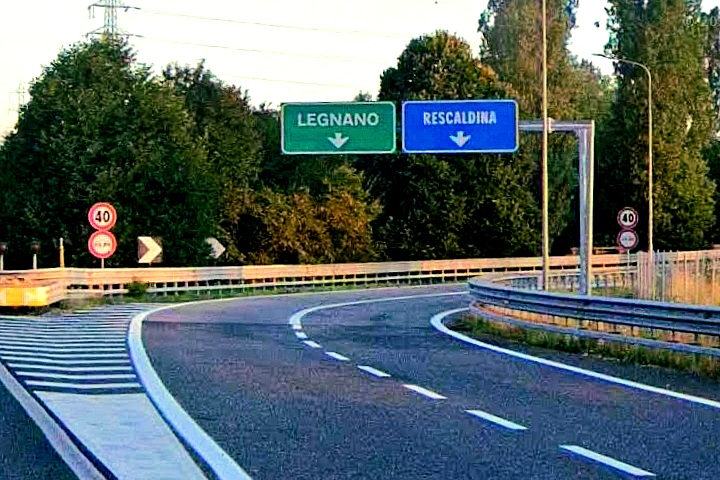
Uscita Rescaldina da autostrada dei Laghi

Il territorio comunale di Rescaldina è servito direttamente dall'autostrada A8 o dei Laghi, che collega Milano a Varese. L’uscita autostradale denominata è intestata al comune limitrofo, sebbene situata all'interno del territorio comunale.
Rescaldina è inoltre attraversata dalla strada provinciale SP109, che collega Legnano a Saronno. In prossimità del territorio comunale si trovano anche la strada statale 527 Bustese, che collega Saronno a Busto Arsizio senza attraversare direttamente Rescaldina, e la strada provinciale ex SS233 Varesina, situata più a nord e utilizzata per i collegamenti con Uboldo e Gerenzano.

### Ferrovie

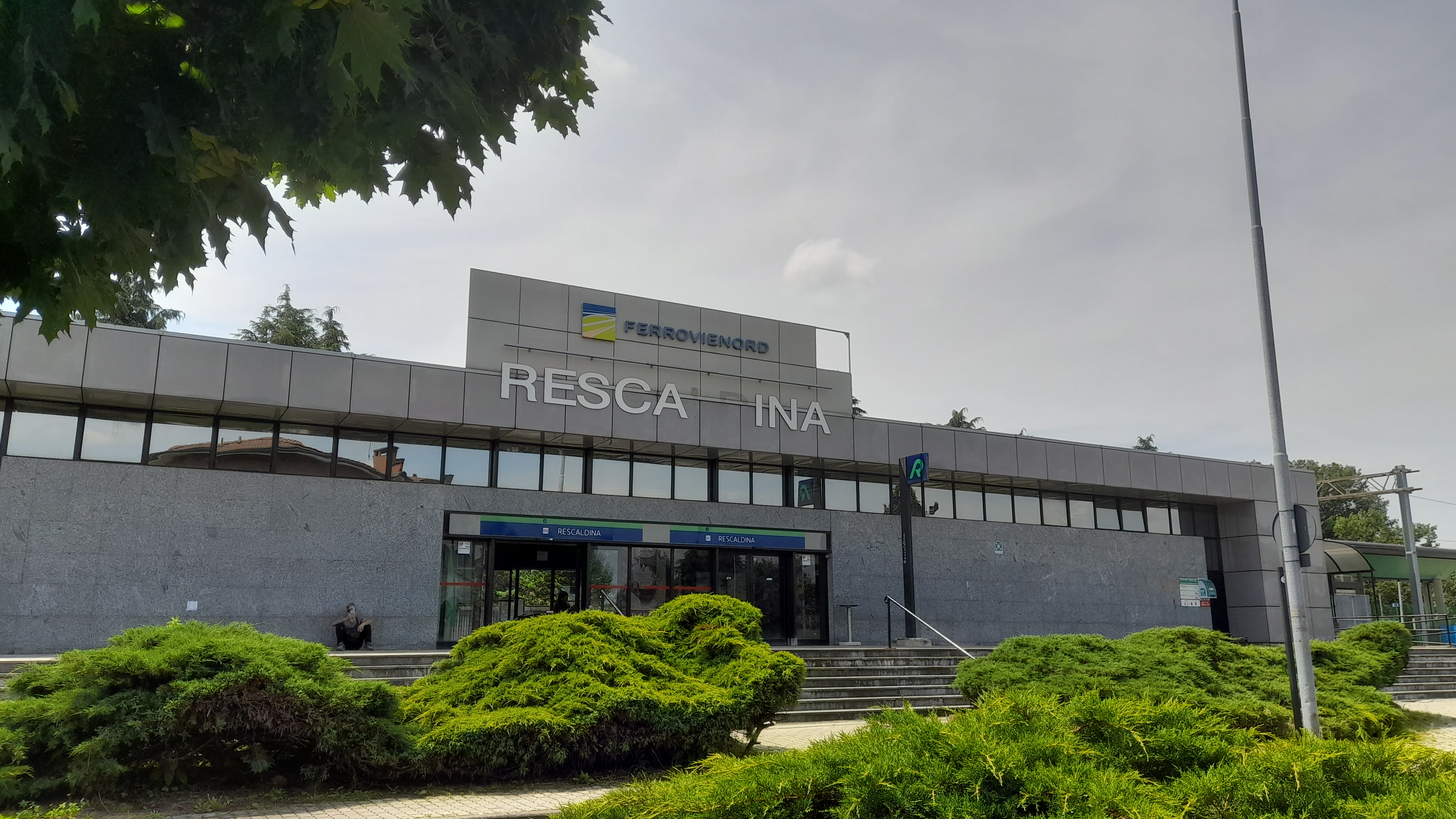
La stazione ferroviaria attiva dal 1990

L'inaugurazione della tratta Saronno-Busto Arsizio il 5 ottobre 1887 la collega direttamente a Milano e a Novara con la ferrovia costruita dalla FNS, di cui Rescaldina è ancora la prima stazione dopo il nodo di Saronno verso Novara.
La ferrovia, gestita dal 1890 dalle Ferrovie Nord Milano (poi confluite in Trenord), e l'apertura il 21 settembre 1924 dell'autostrada dei Laghi contribuirono notevolmente allo sviluppo sia economico che sociale di Rescaldina.
La linea ferroviaria, raddoppiata negli anni '90 con l'introduzione dell'attuale stazione, collega Rescaldina direttamente all'aeroporto di Milano Malpensa.

### Mobilità urbana
Il servizio di trasporto pubblico su gomma è garantito dalla linea extraurbana Z112, che collega il paese con Saronno, Uboldo e Legnano. Il comune rientra inoltre nel bacino di mobilità gestito dall'Agenzia del Trasporto Pubblico Locale del Bacino della Città metropolitana di Milano.

## Amministrazione

### Storia
La storia amministrativa del comune di Rescaldina dal 1946 ad oggi può essere suddivisa in due fasi: per i primi quarantanove anni si sono succeduti esclusivamente sindaci eletti dal consiglio comunale, mentre dal 1995 ad oggi i cittadini hanno la possibilità di eleggere il sindaco. La città, dal 1995, è stata amministrata prevalentemente da esponenti di centro-sinistra, con una parentesi tra il 2009 ed il 2014 in cui la città fu amministrata dal Sindaco Paolo Magistrali, di centro-destra.

### Gemellaggi
- Atella, dal 1988.[67]

## Sport

### Calcio

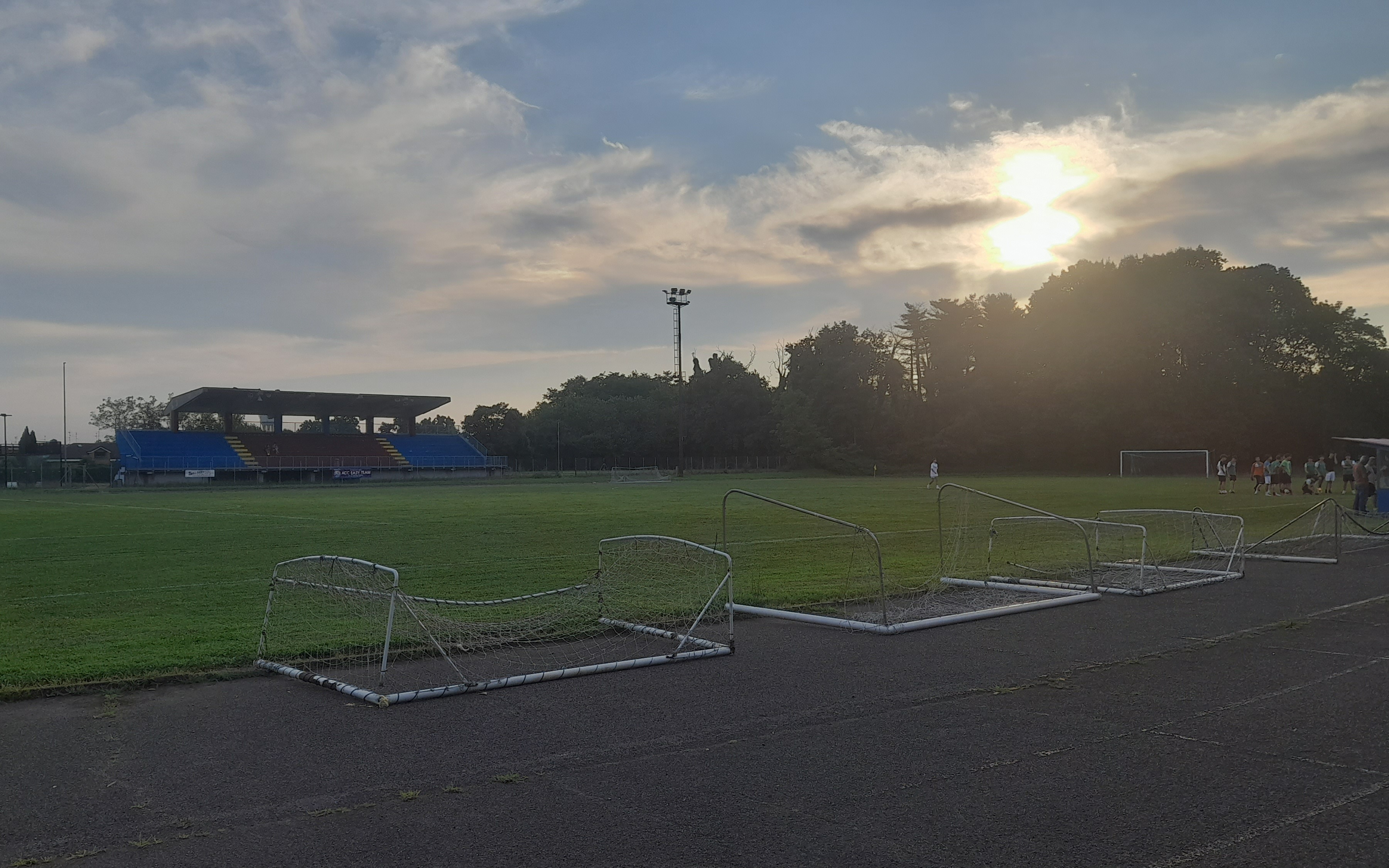
Il Campo Sportivo Comunale di via Barbara Melzi a Rescaldina

Una delle società storiche del territorio rescaldinese è stata la Rescaldinese Calcio, fondata nel 1923 e sciolta nel 2018, che ha vantato la partecipazione per 7 volte alla quarta serie del campionato italiano di calcio.
Tra le altre società calcistiche del territorio ricordiamo: la CARCOR (acronimo di Centro Addestramento Ragazzi Calcio Oratorio Rescaldina), fondata nel 1966, l'AC Rescalda (fondata nel 1989) e più recentemente l'ACC Easy Team di Rescaldina, previa fusione nel 2024 con l'ACC Marnate Gorla. Tutte queste società hanno sempre militato nelle divisioni dilettantistiche a carattere territoriale.

### Pallavolo e Pallacanestro
La principale società sportiva pallavolistica sul territorio è la G.A.R. Rescaldina, fondata nel 1960 vanta la massima partecipazione a campioniati a carattere regionale. La Pallacanestro Rescaldina è l'unica società sportiva di pallacanestro, fondata nel 1990 attiva nel settore giovanile e nei campionati regionali.

### Baseball e softball
Sul territorio ha sede l'A.S.D. Bulls Rescaldina, società sportiva di baseball e softball fondata nel 2011, che milita in Serie A2, la seconda divisione del campionato italiano di softball.

### Impianti sportivi
- Campo Sportivo Comunale - Via Cardinal Schuster (Calcio)

- Campo Sportivo Comunale G. Bassetti - Via Roma (Calcio, baseball, softball)

- Campo Sportivo Comunale - Via Barbara Melzi (Calcio, atletica, ciclistica)

- Oratorio San Giovanni Bosco - Via Vittorio Veneto (Calcio)

- PalaSchuster e Tensostruttura - Via Card. Schuster (Pattinaggio, pallacanestro)